# تاویولا (میشیگان)
تاویولا (به انگلیسی: Toivola) یک منطقهٔ مسکونی در ایالات متحده آمریکا است که در Houghton County واقع شده‌است. تاویولا ۳۸۸٫۰۲ متر بالاتر از سطح دریا واقع شده‌است.